# Toko
Pour les articles homonymes, voir Toko (homonymie).
Toko est une petite localité rurale de Nouvelle-Zélande située 10 km à l'est de Stratford, à l'intersection d'East Road (autoroute néo-zélandaise 43) et de Toko Road. Elle se trouve aussi sur la ligne de chemin de fer Stratford–Okahukura (en), dont la branche occidentale était connu sous le nom de Toko Branch avant son achèvement. La rivière Toko traverse la région avant son confluent avec la Patea,.
La population de la région statistique de Toko était de 1 164 personnes en 2006, inchangée depuis 2001 (cette région statistique comprend une grande zone à l'est de Stratford, pas seulement la localité elle-même).

## Géographie

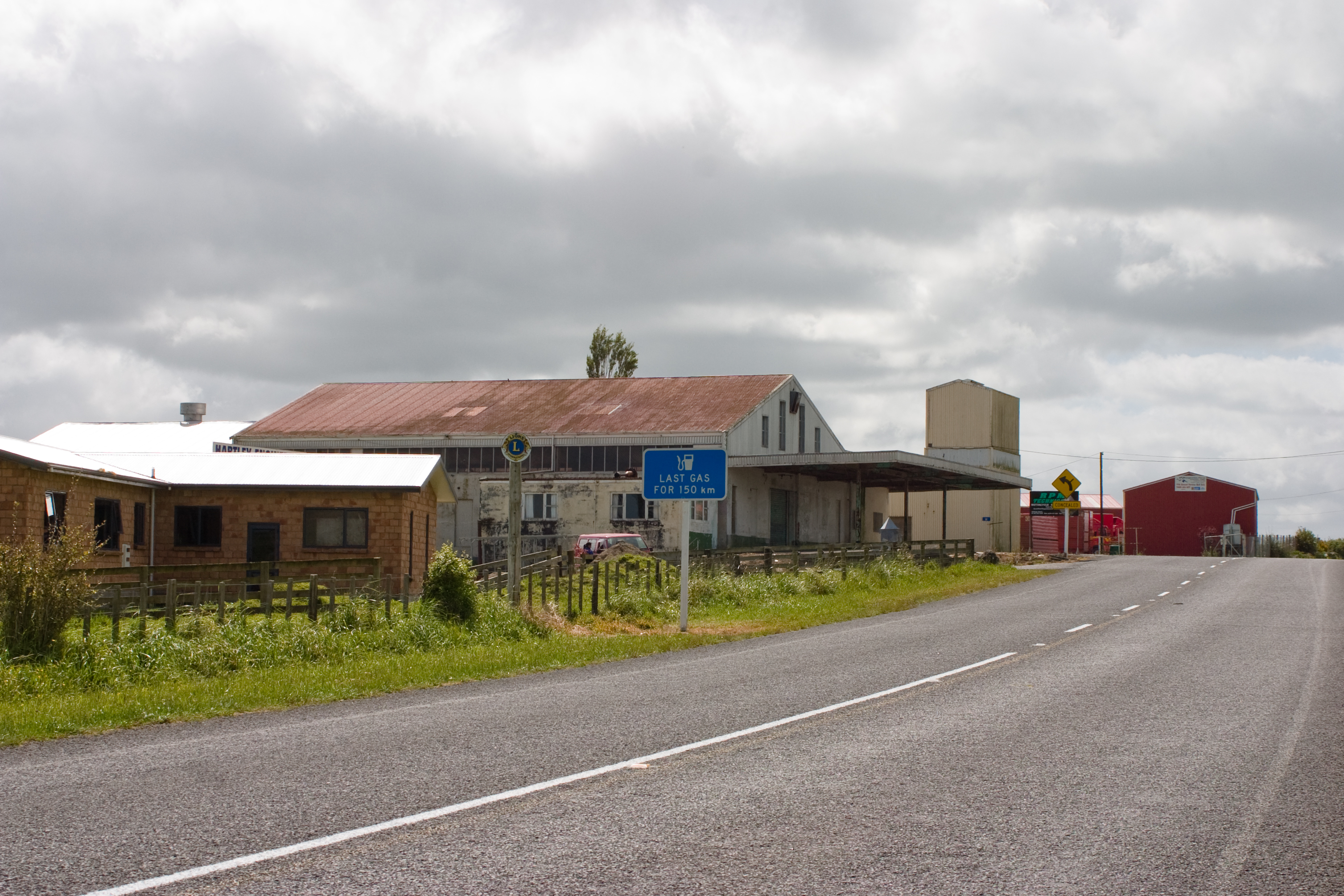
Last gas for 150km (Dernière station d'essence avant 150 km).

Toko est entourée de terres très fertiles, à la périphérie de la plaine de Taranaki, près de la Patea. Cette zone est drainée par la rivière Toko et ses affluents, le Manawaiwiri et le Waiwiri. Elle était à l'origine occupée par des zones humides, mais elle a été drainée pour l'agriculture et est désormais consacrée principalement à l'élevage laitier, ainsi que celui des moutons et des bœufs dans les collines avoisinantes.

## Histoire
Toko a été fondée dans les années 1890 comme centre pour l'exploitation de l'intérieur des terres. Elle est devenue un village, avec une station de chemin de fer, une laiterie, une église, une salle de réunion, un hôtel, une scierie, un centre de chargement pour camions, un playcentre (en), une salle de sports et d'autres entreprises et logements. Une école primaire créée en 1893 se trouve à environ 2 km à l'est de Toko, à l'intersection d'East Road et de Wawiri Road.
Comme beaucoup de centres ruraux, Toko a décliné vers la fin du XXe siècle. La station de train, la laiterie et la scierie ont fermé. Leurs bâtiments sont aujourd'hui utilisés par une entreprise d'ingénierie et les autres sont encore en activités.

## Personnalités notables
- Sylvia Ashton-Warner (1908-1984), écrivain, a passé son enfance à Toko ;
- John Walter (en) (1904-1966), joueur de rugby né à Toko ;
- Toss Woollaston (1910–1998), peintre né à Toko.

## Éducation
Toko School, fondée en 1893, est une école primaire (de 1 à 8 ans) avec un décile socioéconomique de 8 et 97 élèves.